# Nicolás Dibble
Nicolás Ezequiel Dibble Aristimuño (n. Colonia, Uruguay; 27 de mayo de 1994) es un futbolista uruguayo que juega como delantero en CA Fénix de la Segunda División de Uruguay.  

## Trayectoria

### Plaza
Debutó como profesional el 13 de octubre de 2013 con 19 años, en el Estadio Domingo Burgueño Miguel por la fecha 1 del Campeonato Uruguayo de Segunda División 2013-14, a pesar de ser su primer encuentro jugó como titular contra Deportivo Maldonado y empataron 1 a 1.
Nicolás estuvo presente en 24 de los 26 partidos del campeonato, tuvo un rendimiento irregular y no anotó goles. Plaza Colonia terminó en la décima posición, por lo que se quedó con el último lugar para disputar los play-offs del tercer ascenso. En cuartos de final se enfrentó a su primer rival, Deportivo Maldonado, ingresó al minuto 63 pero perdieron 1 a 0, en el partido de vuelta no tuvo minutos pero ganaron 2 a 0. En la semifinal se enfrentó a Rampla Juniors, tuvo minutos tanto en el partido de ida como de vuelta pero quedaron eliminados por un global de 6 a 4.
Para la temporada 2014/15, nuevamente en la B, Plaza Colonia realizó una gran campaña y terminó en segundo lugar. Nicolás disputó 21 partidos en los que anotó 4 goles. Ascendieron a la máxima categoría por segunda vez en la historia del club.
Debutó en Primera División el 15 de agosto de 2015, fue en la fecha 1 del Campeonato Uruguayo de Fútbol 2015-16, se enfrentó como titular a Rentistas, al minuto 28 Plaza Colonia abrió el marcador con un pase de gol de Dibble, pero finalmente perdieron 2 a 1.
El 20 de septiembre jugó contra el River Plate de Carrasco, al minuto 70 anotó su primer gol en la máxima categoría y ganaron 3 a 2.
Estuvo presente en los 15 partidos del Torneo Apertura 2015, todos como titular, anotó 2 goles y Plaza Colonia finalizó en la posición número 13.
En la fecha 4 del Torneo Clausura, se enfrentaron a Nacional el 28 de febrero de 2016, mostró un gran nivel, anotó un gol y derrotaron al rival por 2 a 0, fue la primera victoria contra los bolsos en la historia del club. Fue elegido el jugador de la fecha para Tenfield.
Plaza realizó un gran Clausura, por lo que en la fecha 14, el 29 de mayo, se enfrentaron a Peñarol en el Campeón del Siglo con la posibilidad de salir campeones. Nicolás fue titular, comenzaron ganando desde el primer minuto con gol de su compañero Nicolás Milesi, pero antes de la primera media hora del encuentro, los carboneros empataron con una anotación de Murillo. En el segundo tiempo continuó la paridad, pero al minuto 78 Hernán Novick cometió un penal para los colonienses, lo ejecutó su compañero Alejandro Villoldo y venció la portería de Guruceaga, la ventaja se mantuvo hasta el final y ganó Plaza Colonia por 2 a 1. Con 31 puntos, el Pata Blanca consiguió el Torneo Clausura 2016, el primer título de Primera División en la historia del club, y se aseguró su participación en un torneo internacional.

### Peñarol
El 9 de julio de 2016, luego de pasar la revisión médica, se integró a Peñarol, fue cedido con opción de compra. Realizó la pretemporada a la par del primer equipo.
Debutó con los carboneros el 10 de agosto, en el partido de ida de la primera fase de la Copa Sudamericana 2016, jugó como titular contra Sportivo Luqueño en el Estadio Feliciano Cáceres, utilizó la camiseta 11 y empataron sin goles. El 17 de agosto, jugaron la revancha, fue en el Campeón del Siglo, nuevamente fue titular, pero empataron 1 a 1 y por el gol de visitante clasificaron los paraguayos.
En la fecha 2 del Campeonato Uruguayo 2016, el 3 de septiembre, jugó por primera vez en el plano local con Peñarol, estuvo en el once inicial, se enfrentaron a Fénix, al minuto 18 anotó su primer gol con el club y finalmente ganaron 2 a 0.

## Estadísticas
| Club                                 | País      | Año           | Partidos | Goles | Asistencias |
| ------------------------------------ | --------- | ------------- | -------- | ----- | ----------- |
| Plaza Colonia                        | Uruguay   | 2013-2016     | 77       | 7     | 5           |
| Peñarol (cedido)                     | Uruguay   | 2016-2017     | 32       | 5     | 3           |
| Gimnasia y Esgrima La Plata (cedido) | Argentina | 2017-2018     | 22       | 1     | 4           |
| Plaza Colonia                        | Uruguay   | 2018 - 2023   | 141      | 16    | 18          |
| Vitória (cedido)                     | Brasil    | 2023          | 9        | 1     | 0           |
| Rampla Juniors                       | Uruguay   | 2024          | 28       | 2     | 2           |
| CA Fénix                             | Uruguay   | 2025-presente |          |       |             |
| Total                                | Total     | Total         | 309      | 32    | 32          |

## Palmarés

### Títulos nacionales
| Título              | Club          | País    | Año  |
| ------------------- | ------------- | ------- | ---- |
| Torneo Clausura     | Plaza Colonia | Uruguay | 2016 |
| Campeonato Uruguayo | Peñarol       | Uruguay | 2017 |
| Torneo Apertura     | Plaza Colonia | Uruguay | 2021 |

### Distinciones individuales
| Distinción                                          | Año  |
| --------------------------------------------------- | ---- |
| Mejor jugador de la fecha 4 del Torneo Clausura     | 2016 |
| Jugador revelación del Campeonato Uruguayo (Referí) | 2016 |
| Equipo ideal del Campeonato Uruguayo (Referí)       | 2016 |